# Kono manga ga sugoi!
Kono manga ga sugoi! (jap. このマンガがすごい!, „Ta manga jest niesamowita!”) – seria corocznych publikacji w formie mooków, wydawana od 2005 roku nakładem wydawnictwa Takarajimasha, zawierająca rankingi i recenzje mang. Rankingi tworzone są na podstawie ankiet przeprowadzanych wśród osób z branży mangowej i wydawniczej. Kono manga ga sugoi! jest częścią serii przewodników, w skład której wchodzą również: Kono eiga ga sugoi!, skupiająca się na filmie; Kono Mystery ga sugoi!, skupiająca się na powieściach detektywistycznych; oraz Kono Light Novel ga sugoi!, która skupia się na light novel.

## Publikacje
- Kono manga ga sugoi! 2006: Otoko-ban (1 grudnia 2005, ISBN 4-7966-5017-2)
- Kono manga ga sugoi! 2006: Onna-ban (1 grudnia 2005, ISBN 4-7966-5019-9)
- Kono manga ga sugoi! 2007: Otoko-ban (5 grudnia 2006, ISBN 4-7966-5567-0)
- Kono manga ga sugoi! 2007: Onna-ban (5 grudnia 2006, ISBN 4-7966-5569-7)
- Kono manga ga sugoi! 2008 (4 grudnia 2007, ISBN 978-4796661416)
- Kono manga ga sugoi! Side B (8 sierpnia 2008, ISBN 978-4796664653)
- Kono manga ga sugoi! 2009 (5 grudnia 2008, ISBN 978-4796667173)
- Kono manga ga sugoi! 2010 (10 grudnia 2009, ISBN 978-4796675154)
- Kono manga ga sugoi! 2011 (10 grudnia 2010, ISBN 978-4796679602)
- Kono manga ga sugoi! 2012 (10 grudnia 2011, ISBN 978-4796688321)
- Kono manga ga sugoi! 2013 (10 grudnia 2012, ISBN 978-4800204516)
- Kono manga ga sugoi! 2014 (9 grudnia 2013, ISBN 978-4800219817)
- Kono manga ga sugoi! 2015 (10 grudnia 2014, ISBN 978-4800235824)
- Kono manga ga sugoi! 2016 (10 grudnia 2015, ISBN 978-4800247315)
- Kono manga ga sugoi! 2017 (10 grudnia 2016, ISBN 978-4800264497)
- Kono manga ga sugoi! 2018 (9 grudnia 2017, ISBN 978-4800278319)
- Kono manga ga sugoi! 2019 (11 grudnia 2018, ISBN 978-4800290014)
- Kono manga ga sugoi! 2020 (11 grudnia 2019, ISBN 978-4299000897)
- Kono manga ga sugoi! 2021 (14 grudnia 2020, ISBN 978-4299012029)
- Kono manga ga sugoi! 2022 (9 grudnia 2021, ISBN 978-4299023896)
- Kono manga ga sugoi! 2023 (14 grudnia 2022, ISBN 978-4299037374)
- Kono manga ga sugoi! 2024 (11 grudnia 2023, ISBN 978-4299049391)
- Kono manga ga sugoi! 2025 (13 grudnia 2024, ISBN 978-4299062765)

## Najwyżej notowana manga roku
| Rok  | Shōnen/Seinen                                                                             | Shōjo/Josei                                              |
| ---- | ----------------------------------------------------------------------------------------- | -------------------------------------------------------- |
| 2006 | Pluto – Naoki Urasawa                                                                     | Hachimitsu to Clover – Chika Umino                       |
| 2007 | Detroit Metal City – Kiminori Wakasugi                                                    | Hachimitsu to Clover – Chika Umino                       |
| 2008 | 81diver – Yokusaru Shibata                                                                | Kimi ni todoke – Karuho Shiina                           |
| 2009 | Saint onii-san – Hikaru Nakamura                                                          | Wzgórze Apolla – Yūki Kodama                             |
| 2010 | Bakuman – Tsugumi Ōba i Takeshi Obata                                                     | Chihayafuru – Yuki Suetsugu                              |
| 2011 | Atak Tytanów – Hajime Isayama                                                             | Her – Tomoko Yamashita                                   |
| 2012 | Black Jack sōsaku hiwa: Tezuka Osamu no oshigoto bakara – Masaru Miyazaki i Koji Yamamoto | Hana no zubora-meshi – Masayuki Kusumi i Etsuko Mizusawa |
| 2013 | Terra Formars – Yū Sasuga i Michio Fukuda                                                 | Ore monogatari!! – Kazune Kawahara i Aruko               |
| 2014 | Klasa skrytobójców – Yūsei Matsui                                                         | Żegnaj, czarodzieju – Hozumi                             |
| 2015 | Kształt twojego głosu – Yoshitoki Ōima                                                    | Chi-chan wa chotto tarinai – Tomomi Abe                  |
| 2016 | Dungeon meshi – Ryoko Kui                                                                 | Wotakoi. Miłość jest trudna dla otaku – Fujita           |
| 2017 | Chūkan kanriroku Tonegawa – Tensei Hagiwara, Tomohiro Hashimoto i Tomoki Miyoshi          | Kin no kuni mizu no kuni – Nao Iwamoto                   |
| 2018 | The Promised Neverland – Kaiu Shirai i Posuka Demizu                                      | Marronnier ōkoku no shichinin no kishi – Nao Iwamoto     |
| 2019 | Złudne niebo – Masakazu Ishiguro                                                          | Metamorfozy – Kaori Tsurutani                            |
| 2020 | Spy × Family – Tatsuya Endō                                                               | Sayonara Mini Skirt – Aoi Makino                         |
| 2021 | Chainsaw Man – Tatsuki Fujimoto                                                           | Onna no sono no hoshi – Yama Wayama                      |
| 2022 | Look Back – Tatsuki Fujimoto                                                              | Umi ga hashiru Endroll – John Tarachine                  |
| 2023 | Lato, kiedy umarł Hikaru – Mokumokuren                                                    | Tenmaku no Jadūgal – Tomato Soup                         |
| 2024 | Diamond no kōzai – Ōhashi Hirai                                                           | Umibe no Stove: Ōshiro kogani tanpenshū – Kogani Ōshiro  |
| 2025 | Kimi to uchū o aruku tame ni – Inuhiko Doronoda                                           | Tamaki to Amane – Fumi Yoshinaga                         |